# SN 2000ag
SN 2000ag – supernowa odkryta 1 marca 2000 roku w galaktyce A115204-0049. W momencie odkrycia miała maksymalną jasność 19,80m.